# Les Hommes-machines contre Gandahar
Les Hommes-machines contre Gandahar est un roman de science-fiction français écrit en 1969 par Jean-Pierre Andrevon. Il s'agit du premier roman de Jean-Pierre Andrevon, et du premier livre se déroulant dans l'univers de Gandahar, développé ensuite par l'auteur dans plusieurs autres romans.

## Résumé
Au royaume de Gandahar, sur la planète Tridan, une vie sereine et pacifique s'est établie depuis des millénaires. Les Gandahariens ont peu à peu renoncé à la science pour se consacrer aux plaisirs et aux arts, et le royaume coule des jours heureux, dans un relatif isolationnisme. Mais un jour, la reine Myrne Ambisextra est avertie d'une menace sur la lointaine frontière sud : les oiseaux-espions qui y patrouillent sont abattus les uns après les autres. La Reine Ambisextra convoque dans son palais de Jasper un jeune chevalier servant, Sylvin Lanvère, à qui elle confie la mission de découvrir l'identité des agresseurs. Monté sur une cordule annelée, un animal volant guidé depuis le palais royal, Sylvin se met en route vers le sud ; attaqué par un rapace géant, il perd sa monture et doit poursuivre sa route à pied. Il croise sur son chemin une troupe de transformés, des humains mutants résultant d'anciennes expériences génétiques gandahariennes : ils fuient vers le nord, par peur de ce qu'ils appellent les « hommes-machines ». 
Sylvin découvre ces derniers peu après : aussi belliqueux que dépourvus d'intelligence propre, ils forment une armée de plusieurs centaines de milliers de robots soldats, en marche vers le royaume. Ils tuent ou capturent tous les Gandahariens sur leur passage. Les armes gandahariennes sont inefficaces contre leurs armures, et rien ne semble résister à leurs armes à rayons Vuzz. Capturé lui-même, Sylvin se réveille enfermé dans un œuf de transport en compagnie d'une jeune fille, Sulfide, surnommée Airelle. Tous deux sont libérés par l'intervention providentielle d'un sorn, un gros reptile qui prend la machine de transport pour l'un de ses propres œufs. Sylvin et Airelle s'échappent et poursuivent leur route vers le sud, jusqu'à un campement d'hommes-machines qu'ils parviennent à infiltrer. Ils découvrent que les armures des hommes-machines sont creuses à l'exception d'un cerveau minuscule, et que les robots semblent venir du futur. Sylvin et Airelle s'embarquent alors sur la Mer extérieure, à bord d'un navire d'hommes-machines en route pour trouver la Suprême-puissance-créatrice qui doit assurer la victoire de l'armée robotique. Ayant neutralisé l'équipage du navire, les deux Gandahariens parviennent jusqu'à l'entité en question et entrent en contact avec elle. Cette entité, une sorte de cerveau gigantesque doté de pouvoirs psychiques, se nomme en réalité le Métamorphe. Il se dit inoffensif et sans lien avec les hommes-machines, bien que ceux-ci le révèrent, et s'engage à mener sa propre enquête à leur sujet, puis donne à Sylvin et Airelle une monture qui leur permet de rentrer rapidement à Jasper. 
Sylvin transmet en urgence aux scientifiques de Gandahar les informations qu'il a recueillies, mais, dans l'intervalle, l'armée des hommes-machines s'avance inexorablement vers Jasper, et rien ne semble pouvoir éviter l'annihilation du royaume. Sylvin prend part à la bataille désespérée menée par l'armée gandaharienne. Blessé, il est soigné par un groupe de Gandahariens, et rentre au palais. Là, le conseiller Blanminor et le biologiste Vizzard lui apprennent la nature réelle du Métamorphe, dont témoignent les archives de Gandahar : c'est une ancienne expérience génétique gandaharienne. Le cerveau des hommes-machines est fait de la même matière que le Métamorphe lui-même. Il semble que les hommes-machines soient une création du Métamorphe dans un lointain futur, qu'il aurait envoyés à la conquête du passé de Gandahar. La seule solution semble être, soit de convaincre le Métamorphe de modifier son avenir, soit de le tuer dans le présent. Monté sur l'une des dernières montures disponibles, Sylvin Lanvère reprend la route du sud pour parler à nouveau au Métamorphe, armé d'une seringue contenant un poison afin de le tuer si nécessaire. Le Métamorphe lui confirme que les hommes-machines sont sa propre création, qu'il élaborera 10 000 ans plus tard, lorsqu'il aura été rendu fou et mégalomane par le vieillissement et la perspective de sa propre mort. Le Métamorphe est déterminé à aider Sylvin, et pour cela, va l'aider à aller tuer le Métamorphe dans le futur. Faute de maîtriser encore le voyage dans le temps, il endort le chevalier... pour dix mille ans.
Sylvin se réveille dix mille ans plus tard, dans un monde envahi par les hommes-machines et gouverné par un Métamorphe monstrueux et sénile. Le Métamorphe est sur le point d'ouvrir la porte temporelle qui expédiera son armée dans le passé. Sylvin parvient à administrer le poison au Métamorphe, puis, pour ne pas être enfermé dans ce futur sombre, il doit tenter d'emprunter la porte temporelle au moment où elle s'ouvrira et juste avant que l'agonie du Métamorphe n'interrompe le processus. Il parvient in extremis à retourner à son époque... et constate avec soulagement que l'armée des hommes-machines n'a jamais atteint son présent. Il peut alors songer à rejoindre Airelle.

## Histoire éditoriale
Les Hommes-machines contre Gandahar paraît chez Denoël en 1969 dans la collection Présence du futur. Après la sortie du film d'animation de René Laloux adapté du roman, le roman est réédité chez le même éditeur sous le titre Gandahar, précédé d'un avant-propos de René Laloux et suivi de deux nouvelles se déroulant dans le même univers (Le Château du dragon et Un quartier de verdure), sous une couverture de Caza. En 2000, le roman est réédité chez Gallimard dans la collection Folio SF, toujours sous le titre Gandahar et suivi des deux mêmes nouvelles.

## Adaptation au cinéma
Le roman a été adapté au cinéma par le réalisateur français René Laloux dans le long métrage d'animation Gandahar, sorti en 1988.

## Textes dans le même univers
Jean-Pierre Andrevon a publié plusieurs autres textes, romans et nouvelles, se déroulant dans l'univers de Gandahar et mettant en scène Sylvin Lanvère. Les différentes aventures situées dans l'univers de Gandahar sont généralement autonomes, bien qu'elles s'inscrivent dans une chronologie globale de l'univers.

### Romans
Chronologie de la série :
- Cap sur Gandahar, Denoël, coll. « Présence du futur », 1999Jeunesse d'Algar (Sylvin Lanvère)
- Les Hommes-machines contre Gandahar, Denoël, coll. « Présence du futur », 19695 éditions, dont certaines sous le titre : Gandahar
- Gandahar et l'oiseau-monde, Hachette, coll. « Vertige aventures », 1997
- Les Portes de Gandahar, Hachette, coll. « Vertige aventures », 1999
- Les Rebelles de Gandahar, Mango, coll. « Autres mondes », 2002
- L'Exilé de Gandahar, Mango, coll. « Autres mondes », 2005

### Nouvelles
- Le Château du dragonPubliée dans les rééditions de Gandahar
- Un quartier de verdurePubliée dans les rééditions de Gandahar
- La Reine de Gandahar, 2024Parue dans Gandahar, intégrale